# Paul Mayer (kardinaal)
Paul Augustin Mayer OSB (Altötting, 23 mei 1911 – Rome, 30 april 2010) was een Duits curiekardinaal.
Mayer werd op 25 augustus 1935 priester gewijd bij de benedictijnen. In 1971 werd hij secretaris van de Congregatie voor de Instituten van Gewijd Leven en Gemeenschappen van Apostolisch Leven en in 1972 titulair bisschop van Satrianum. Zijn bisschopswijding vond plaats op 13 februari 1972. In 1984 werd hij titulair aartsbisschop. 
In 1984 werd Mayer pro-prefect en in 1985 prefect van de Congregatie voor de Goddelijke Eredienst en de Regeling van de Sacramenten. In het consistorie van 25 mei 1985 werd hij kardinaal gecreëerd met de rang van kardinaal-diaken. Zijn titeldiakonie werd de Sant'Anselmo all'Aventino. Hij werd in 1988 voorzitter van de Pauselijke Commissie Ecclesia Dei. 
In 1991 ging Mayer met emeritaat. In 1996 werd hij bevorderd tot kardinaal-priester; zijn titeldiakonie werd ook zijn titelkerk pro hac vice.
Deze oudste van de op dat moment bijna 200 kardinalen overleed in het voorjaar van 2010 op bijna 99-jarige leeftijd en werd op 12 mei dat jaar begraven in de Sankt-Michaelsabdij van Metten, Niederbayern, waar hij was ingetreden en ook abt was geweest.